# Catalogul colecției Romanului istoric (Editura Univers)
Editura Univers a lansat sub numele „Colecția Romanului istoric” o serie de romane istorice ale unor autori străini. Primul volum a apărut în 1969 la Editura pentru literatură universală, din 1970 colecția a fost tipărită de Editura Univers.
Aceasta este o listă cronologică și completă a volumelor publicate în această colecție:

## Lista cărților

### Editura pentru literatură universală
| Anul | Autorul     | Titlul                    | Traducător(i) | Note                                                       |
| ---- | ----------- | ------------------------- | ------------- | ---------------------------------------------------------- |
| 1969 | Yves Gandon | Jaquette, doamna urgiilor | Lucile Holban | Dragostea unui cărturar din popor pentru o fiică de nobil. |

### Editura Univers
| Anul     | Autorul                            | Titlul                                                                                             | Traducător(i)                                      | Note |
| -------- | ---------------------------------- | -------------------------------------------------------------------------------------------------- | -------------------------------------------------- | --- |
| 1970     | Riccardo Bacchelli                 | Moara de pe Pad; 3 volume: Dumnezeu sa te ocrotească; Sărăcia vine pe apă; Lume veche veșnic nouă. | Ștefan Crudu                                       | Despre o familie de morari italieni (Scacerni) în perioada 1812-1918. |
| 1970     | Olga Forș                          | În veșmânt de piatră                                                                               | L. Chelson; D. Kelson                              | Imperiul Rus sub Alexandru al II-lea . |
| 1970Vlah | Eyvind Johnson                     | Vise despre trandafiri și flăcări                                                                  | Maria-Alice Botez                                  | Procesul din Loudun, Franța din 1634. |
| 1970     | I. I. Lajecinikov                  | Palatul de gheață                                                                                  | Maria Bistrițeanu; Alexandru Medeleni              | Viața de la curtea țarinei Anna Ioannovna (între 1739 - 1740). |
| 1970     | Josef Toman                        | Don Juan                                                                                           | Jean Grosu                                         | Viata și moartea lui Don Miguel de Manara |
| 1970     | Anghelos S. Vlahos                 | Stăpânul meu Alcibiade                                                                             | Iulia Soare; Anita Augustopol Jucan                | Alcibiade |
| 1971     | Alexei Ceapîghin                   | Pribegii; 2 volume                                                                                 | Al. Ștefănescu-Medeleni; Andrei Ivanovski          | Rusia secolului XVII. |
| 1971     | Emile Erckmann, Alexandre Chatrian | Istoria unui recrut din 1813; Waterloo                                                             | Theodosia Ioachimescu                              | Franța napoleoniană |
| 1971     | Ramón J. Sender                    | Aventură pe Amazoane                                                                               | Jeana Popeanga                                     | Anti-epopee tragică a lui Lope de Aguirre pe râul Amazon în căutarea miticului Regat de Aur El Dorado. |
| 1971     | Marguerite Yourcenar               | Piatra filozofală                                                                                  | Sanda Oprescu                                      | Renașterea în Flandra. |
| 1972     | Alexei Ceapîghin                   | Razin Stepan                                                                                       | Al. Ștefănescu Medeleni; Tatiana Berindei          | Despre Stenka Razin. |
| 1972     | Max Oliver-Lacamp                  | Focurile mâniei                                                                                    | N. Steinhardt                                      | Revoltele camisarde (1702-1710). |
| 1972     | Victor Hugo                        | Anul 93                                                                                            | Ovidiu Constantinescu                              | Ultimul său roman. Războiul din Vendée și Chouannerie (în timpul Revoluției Franceze). |
| 1972     | V. Mutafcieva                      | Cazul Djem                                                                                         | Constantin Velichi                                 | Prințul Djem, al treilea fiu al sultanului Mehmed al II-lea. |
| 1972     | Yves Gandon                        | Căpitanul Lafortune                                                                                | Florica-Eugenia Condurachi                         | Sec. XVIII - un căpitan de corabie atacă navele cu sclavi în drum spre America pentru a-i elibera. |
| 1973     | Lion Feuchtwanger                  | Balada spaniolă                                                                                    | Emeric Deutsch; I Cassian-Mătăsaru                 | Epoca de Aur a culturii evreiești în Spania. |
| 1973     | Kostas D. Kyriazis                 | Theofano, împărăteasa Bizanțului                                                                   | Lambros Petsinis                                   | Theophano, „ucigașa încoronată”. |
| 1973     | V. Ian                             | Gengis-Han                                                                                         | I. Costin                                          | Despre Ginghis Han. |
| 1973     | Artiom Vesiolîi                    | Volga petrece                                                                                      | Leonid Dimov                                       | Domnia lui Ivan cel Groaznic. |
| 1973     | Artur Lundkvist                    | Voința cerului                                                                                     | Mircea Bucurescu                                   | Despre Ginghis Han. |
| 1973     | Iuri Tînianov                      | Moartea ambasadorului                                                                              | Alexandru Calais                                   | 14 decembrie 1825. Revolta decembriștilor. Despre viața și moartea lui Aleksandr Griboiedov. |
| 1974     | Hermann Kesten                     | Maurul din Castilia                                                                                | Horia Stanca                                       | Preistoria unificării Castiliei și Aragonului sub Isabella și Ferdinand. Lupta pentru putere a lui Juan al II-lea. |
| 1974     | Jarmila Loukotková                 | Sânge - pentru cine?                                                                               | Jean Grosu                                         | A doua răscoala a sclavilor din Segesta (Sicilia) 104- 101 î.Hr. |
| 1974     | T. H. White                        | Arthur, regele Camelotului                                                                         | Alin Unteanu                                       | Legendele regelui Arthur, Cavalerii Mesei Rotunde |
| 1974     | Hendrik Conscience                 | Leul Flandrei                                                                                      | H. R. Radian                                       | Un episod dramatic din Țările de Jos. |
| 1975     | Erwin Wickert                      | Purpura                                                                                            | Sevilla Răducanu                                   | O parabolă epică despre putere. |
| 1975     | Stefan Żeromski                    | Cenușa; 3 volume.                                                                                  | Nina Grigorescu                                    | Între a treia împărțire a Poloniei și campania lui Napoleon în Rusia (adică 1795-1812). |
| 1975     | Pierre Moustiers                   | Iarna unui gentilom                                                                                | Mihaela Protopopescu                               | Franța. 1771. |
| 1976     | Willibald Alexis                   | Pantalonii cavalerului von Bredow                                                                  | Hertha Perez; Doina Florea-Ciornei                 | peripețiile umoristico-satirice ale cavalerului german Götz von Bredow. |
| 1976     | Valeri Briusov                     | Altarul zeiței Victoria                                                                            | Mircea Spiridoneanu; Dan Răutu                     | Subtitlu - O istorisire din secolul al IV-lea. Are loc la Roma: îndepărtarea statuii Altarul Victoriei (Latină: Ara Victoriae) din clădirea Senatului Roman de către creștini. |
| 1976     | Valeri Briusov                     | Îngerul de foc                                                                                     | Virgil Teodorescu; Dan Răutu                       | Despre Johann Weyer sau Jean Wier, medic, ocultist și demonolog olandez, discipol și adept al lui Heinrich Cornelius Agrippa. Mercenarul Landsknecht Ruprecht o întâlnește pe frumoasa Renata. Renania, secolul al XVI-lea, în timpul tranziției civilizației europene din Evul Mediu la Renaștere. |
| 1976     | Alexandre Herculano                | Măscăriciul                                                                                        | Micaela Ghițescu                                   | Aventuri romantice cu cavaleri portughezi. |
| 1977     | Kostas Asimakopoulos               | Regele și statuia                                                                                  | Antita Augustopoulos-Jucan                         | Despre Iannis Kapsis. Corsar grec din sec. XVII |
| 1977     | Jacques Chabannes                  | În raniță, bastonul de mareșal                                                                     | Andriana Fianu                                     | Roman polițist cu intrigi politice. Tânăra Agnès de Vaudreuil informează perfectul poliției de intențiile grupărilor ostile guvernării oficiale. |
| 1979     | Maria Bellonci                     | Secretele familiei Gonzaga                                                                         | Adriana Lazarescu                                  | Familia Gonzaga, duci de Mantova. Renașterea italiană. |
| 1979     | Jacques Chabannes                  | Crinoline și otravă                                                                                | Virginia Șerbănescu                                | Continuare a romanului În raniță, bastonul de mareșal. După 1851, în Al Doilea Imperiu Francez condus de Charles-Louis-Napoléon Bonaparte |
| 1979     | August Strindberg                  | Vrăjitoarea; Răzbunarea; Insula fericiților.                                                       | Nora Iuga                                          | Romanul Vrăjitoarea are loc în secolul al XVII-lea, când juriștii iluminați au încetat să mai execute femei pentru vrăjitorie. |
| 1979     | Jacqueline Monsigny                | Floris, dragostea mea                                                                              | Manuela Cernat                                     | Franța și Rusia la înc. sec. XVIII. Vizita lui Petru I al Rusiei la Paris. Campaniile sale militare. |
| 1980     | Josef Toman, Miroslava Tomanova    | Socrate                                                                                            | Jean Grosu                                         | Subtitlu - În căutarea beatitudinii. Atena antică. Viața legendară a filozofului Socrate. |
| 1980     | Jacques Chabannes                  | Întâlnirea n-a mai avut loc                                                                        | Crișan Constantinescu                              | Al Doilea Război Mondial. |
| 1982     | Louis Couperus                     | Comedianții                                                                                        | H. R. Radian                                       | O trupă de teatru în perioada lui Domițian, Imperiul Roman |
| 1983     | Amédée Achard                      | Belle-Rose                                                                                         | Andriana Fianu                                     | Reușitele lui Jacques (Belle-Rose) în campaniile militare ale Regelui Soare (1663-1672) |
| 1983     | Kostas Assimakopoulos              | Omoruri în Sparta                                                                                  | Ketty Sismanoglu; Andrei Brezianu                  | Sparta, Grecia antică. |
| 1983     | Werner Bergengruen                 | Tiranul și judecata                                                                                | Mariana Săsărman                                   | Italia renascentistă. |
| 1983     | Miloš Crnjanski                    | O picătură de sânge spaniol                                                                        | Lydia Tocariu                                      | Bavaria, Ludovic I și Lola Montez. |
| 1984     | Louis Paul Boon                    | Ceata lui Jan de Lichte                                                                            | Marcu Milescu                                      | Subtitlu - Un roman picaresc din veacul al optsprezecelea. Istoria Flandrei. |
| 1985     | Kostas D. Kyriazis                 | Constantin Paleologul                                                                              | Dorina Anton-Chisalita                             | Despre ultimul împărat bizantin - Constantin al XI-lea Paleologul. |
| 1985     | Petros Haris                       | Zilele mâniei                                                                                      |                                                    | decembrie 1944, Atena. Prima zi de libertate. |
| 1986     | Louis Couperus                     | Iskander                                                                                           | H. R. Radian                                       | Alexandru cel Mare. |
| 1986     | Maurice Druon                      | Regii blestemați; vol. 7: Când un rege pierde Franța                                               | Elsa Grozea                                        | Despre regele Jean al II-lea al Franței care a fost învins în Bătălia de la Poitiers și luat prizonier în Anglia. |
| 1986     | Maxence Van Der Meersch            | Invazie '914                                                                                       | Vera Maria Neagu                                   | Primul Război Mondial. |
| 1987     | Germán Arciniegas                  | Cavalerul din Eldorado                                                                             | Paul Alexandru Georgescu; Ruxandra Maria Georgescu | Descoperirea și întemeierea Columbiei de către Gonzalo Jiménez de Quesada și căutarea miticului Eldorado. |
| 1987     | Alexandre Dumas                    | Isabela de Bavaria                                                                                 | St. Dimulescu                                      | Isabeau de Bavaria |
| 1987     | Ismail Kadaré                      | Cetatea                                                                                            | Marius Dobrescu                                    | Rezistența cetății albaneze în secolul al XV-lea. |
| 1987     | Lisandro Otero                     | Vremea inocenților                                                                                 | Lucia Popa                                         | Anglia 1639-1649. Triumful Parlamentului asupra monarhiei engleze. |
| 1987     | Jesús Fernández Santos             | Cabrera                                                                                            | Valeriu Georgiade                                  | Despre lagărul din insula Cabrera deținuți închiși după Bătălia de la Bailén (1808). |
| 1988     | Alejo Carpentier                   | Harpa și umbra                                                                                     | Andrei Ionescu                                     | Papa Pius al XI-lea, Papa Leon al XIII-lea, Cristofor Columb. |
| 1988     | Artur Lundkvist                    | Îndoiește-te, cruciatule!                                                                          | Mircea Bucurescu                                   | Peripețiile unui suedez, Eskil Knutson, în prima cruciadă. |
| 1990     | Manuel Mujica Láinez               | Bomarzo                                                                                            | Romeo Magherescu                                   | Familia Orsini din Bomarzo, sec. XVI. |
| 1992     | Jean Giono                         | Fericirea nebună                                                                                   | Sorina Bercescu                                    | Antiroman istoric cu aventuri ale nobilului Angelo Pardi. Din Ciclul Husarului. Continuare directă a romanului Husarul pe acoperiș. |
| 1993     | Hanny Alders                       | Amurgul templierilor                                                                               | H. R. Radian                                       | Conflictele dintre Filip al IV-lea cel Frumos și Ordinul Templierilor. |
| 1993     | Gore Vidal                         | Iulian                                                                                             | Gherasim Tic                                       | Despre Iulian Apostatul. |

## Legături externe
- Cărți din colecția Romanului istoric la targulcartii.ro
- Cărți din colecția Romanului istoric la printrecarti.ro

## Vezi și
- Catalogul colecției Sfinx (Editura Militară)
- Catalogul colecției Romane de ieri și de azi (Editura Eminescu)
- Catalogul Colecției Biblioteca pentru toți (Editura Minerva)
- Catalogul colecției Romanul de dragoste (Editura Eminescu)